# José Antônio Mena
José Antônio Mena é um ator mexicano, que ganhou notoriedade por interpretar diversos personagens em séries e esquetes do programa Chespirito.

## Filmografia
- Mariachi - Fiesta de sangre (1977) - Tenente francês
- Longitud de guerra (1976)
- Sobreviventes dos Andes (1976)
- Peregrina (1974)
- Las viboras cambian de piel (1974)
- Chaves (1974) - Seu Furtado[1]
- El Chapulín Colorado (1974-1982) - Vários personagens
- Chucherías (1972-1974) - Vários personagens
- Chico Ramos (1971)
- La casa del farol rojo (1971)